# Aeroportul Internațional Sir Seewoosagur Ramgoolam
Aeroportul Internațional Sir Seewoosagur Ramgoolam (IATA: MRU, ICAO: FIMP) este un aeroport din Port Louis, Districtul Port Louis, Mauritius ce deservește zona Plaine Magnien⁠(d). Aeroportul a fost tranzitat în 2019 de 3.884.056 de pasageri. A fost numit după Seewoosagur Ramgoolam⁠(d).
Situat la o altitudine de 57 m, aeroportul dispune de 1 pistă.

## Infrastructură

### Piste
Aeroportul dispune de o singură pistă. Pista 14/32 are suprafața de asfalt și dimensiunile 3.370 m × 45 m. 